# Billy Mo
Billy Mo, echte naam Peter Mico Joachim; (Trinidad, 22 februari 1923 – Hannover, 16 juli 2004) was een Duitse schlagerzanger en trompettist.

## Zijn jeugdjaren
De vader van Peter Mico Joachims was het resultaat van een slippertje van een in Kameroen gestationeerde officier met de voornaam Peter Joachim met een inheemse kleurlinge. Zijn ouders verhuisden later naar de Caraïbische Eilanden. Volgens een ander verhaal trouwde de Duitse grootvader zijn Afrikaanse vriendin en ging na zijn diensttijd met zijn onwettige vrouw naar Trinidad. Nog een ander verhaal uit 1967 vertelt over de dood van Joachims ouders, toen hij vijf jaar oud was, waarna hij met zijn beide zussen in het weeshuis terecht kwam. Volgens het daaropvolgende verhaal overleed zijn moeder bij de geboorte en zijn vader drie jaar later bij een auto-ongeluk. Volgens muziekjournalist Jan Feddersen stierven beide ouders een jaar na zijn geboorte bij een ongeluk. In het weeshuis kreeg Joachim muziekles en leerde mondharmonica spelen, volgens andere bronnen leerde hij met zes jaar trompet en hoorn spelen. Volgens een latere publicatie werd hij met zeven jaar lid van een orkest, met 14 jaar lid van de plaatselijke politiekapel en daarmede de jongste politieagent van Trinidad.

## Zijn verblijf in Groot-Brittannië
Over het wanneer en hoe Joachim naar Groot-Brittannië  is gekomen, bestaan meerdere versies. Volgens een tijdschrift uit 1967 werd hij in 1945 door een Britse marineofficier gehuurd voor een getinte jazzband. Een andere uitspraak van Joachim uit 1945 was, dat hij in Londen verbleef van 1945 tot 1956. Andere verklaringen beweren, dat hij in 1943 een muziekbeurs kreeg voor een Royal Academy of Music. Volgens bronnen in Engeland verscheen Eldica Joachim (1922 tot 2000) ten tonele, die vanuit Trinidad vertrok naar Groot-Brittannië  met haar echtgenoot Peter Joachim, waar ze vanaf 1951 meespeelde in films, zoals Cry, The beloved country, Green pastures en Holiday with the Huxtables, met Harry Belafonte en Sidney Poitier. De ziekte polio beëindigde haar carrière, maar ze ging verder als kostuumontwerpster voor meerdere (inter)nationale filmstudio's. Ze had drie kinderen: Greta, Ruby en Sheila. Haar kleindochters Jayne James en Sandra Reed zijn zangeressen, haar kleinzoon Martin James is drummer.
Aantoonbaar is, dat Joachim in Londen vervolgens in de groep Trinidad All Stars o.l.v. Al Jennings speelde, waarmee hij in november 1945 bij de BBC-radio optrad. Deze band speelde voor Amerikaanse en Britse soldaten en trad in nachtclubs op. De groep werd tijdens een tournee in Frankrijk ontbonden wegens verminderde publieke interesse, zodat hij werkeloos werd en naar Engeland terugkeerde. Naast zijn werk als muzikant en zijn bijbaantjes in restaurants kon hij met moeite de eindjes aan elkaar knopen. Ook was hij drie jaar lang verpleger in een Schotse psychiatrische inrichting. Vanaf 1950 werkte Joachim samen met de arrangeur Rupert Nurse uit Trinidad, met wie hij, samen met de Caraïbische pianiste Winifred Atwell, aan het Prince of Wales Theatre in de show Pardon my French (1953/54) optrad. Begin jaren 1950 richtte Joachim zijn eigen orkest op, met optredens in de River Club, de Stork Club en het Café de Paris, echter zonder de grote doorbraak als muzikant.
Volgens muziekschrijver Friedel Keim ging Joachim in 1949 naar een Benson Institute of Music in de Verenigde Staten en haalde daar een doktersgraad. Ook promoveerde hij als 30-jarige na voltooiing van een psychologiestudie in Edinburgh en kreeg aan de universiteit van Oxford een professuur voor muziekwetenschappen, volgens Keim. Op zijn grafsteen prijkt de titel Prof. Dr.

## Zijn muziekcarrière in Duitsland
In april 1956 ging Joachim berooid via Parijs naar Hamburg en werd als trompettist gecontracteerd door het huisorkest van het St. Pauli-lokaal Blauer Peter. Daarnaast speelde hij Dixieland en rock-'n-roll in andere lokalen en begon ook te zingen. Hij werd in 1957 ontdekt door Viktor Reschke, de leider van het NDR-televisie-orkest. Onder het pseudoniem Billy Mo publiceerde hij de swingnummers Buona Sera en Oh Marie (beiden van Louis Prima). In hetzelfde jaar speelde hij een trompetsolo voor het orkest Bert Kaempfert in Franz Grothes Mitternachtblues. Met de nummers Darling, du weißt ja, Oh Jennilie en Swing Methusalem vestigde hij als Billy Mo zijn naam in de Duitse muziekwereld.
Met het nummer Das Fräulein Gerda uit 1938, voltrok zich in 1960 zijn overgang naar de schlager- en volksmuziek. Met nummers als Wenn die Elisabeth nicht so schöne Beine hätt (1961, 17e plaats), Am Sonntag will der Billy mit mir segeln geh'n (1961) en Was kan der Sigismund dafür (1961) bracht hij oude nummers terug uit de jaren 1920 en 1930. De grote commerciële doorbraak kwam in 1962 met het nummer Ich kauf mir lieber einen Tirolerhut, die 17 weken in de Duitse hitlijst werd genoteerd op plaats 3 met een omzet van vier miljoen DM. De tirolerhoed werd daarna het handelsmerk van Billy Mo. Zijn latere singles konden dit succes niet evenaren, ondanks de nummers Bierdeckel-Polka (1963, 21e plaats), Humba Täterä (1964, 15e plaats) en Der Salon-Tiroler (1964, 15e plaats). In 1970 verscheen Mo’s laatste single-publicatie. Zijn muziekstijl kon de muzikale ontwikkelingen van de laatste jaren niet meer bijbenen, hetgeen van invloed was op zijn plaatverkopen. Desondanks zong hij zijn liederen in amusementsprogramma’s en in liveshows onderweg. Zijn muzikale vaardigheid werd door critici hoog ingeschat.

## Zijn carrière als acteur
In 1959 trad Billy Mo voor de eerste keer op in een Duitse speelfilm. Samen met Paul Dahlke, Günter Pfitzmann en Ingrid van Bergen speelde hij in de film Drillinge an Bord van Heinz Erhardt een als boordmuzikant vermomd gansterkwartet. Zijn inbreng in Duitse muziekfilms werd beperkt tot het spelen van kleine rollen, zoals in de tv-serie Frei nach Mark Twain (1971 als lakei) en in de kinderfilm Kleiner Mann, was tun? (1981 als ambtenaar). Tussen 1963 en 1965 kreeg hij de eigen ARD-amusementsshow Cafe Mo in het dierenpark Hagenbeck, waarin spontaniteit en improvisatie-vermogen werden gevraagd.

## Privéleven
In 1956 leerde hij zijn eerste Duitse vrouw Margot Miranda kennen in Hamburg. Uit dit huwelijk zijn de kinderen Susanna (1960) en Jeffrey-Gordon geboren. In 1966 kreeg Mo de Duitse nationaliteit, na een slepende behandeling na zijn aanvraag. Mo was een onverbeterlijke vrouwenversierder. Tijdens zijn huwelijk leerde hij in 1967 zijn toekomstige manager en vanaf 1990 echtgenote Sylvia Hartjenstein kennen, de bassiste van de groep Silverstars. Uit dit huwelijk werd dochter Micole geboren.
Sinds 1970 woont Mo in het Nedersaksische Wunstorf, waar hij zich ook verbond met het plaatselijke muziekleven. Tot zijn 79e levensjaar trad hij op in jazzclubs, vooral in de Jazz Club Hannover. Na een optreden in december 2001 kreeg hij een infarct en sindsdien werd hij in een kunstmatige coma gehouden. In 2002 werd hij voor zijn inzet voor het muzikale jeugdwerk gedecoreerd met het Bundesverdienstkreuz am Bande, uitgereikt door minister-president Sigmar Gabriel van Nedersaksen. Mo overleed in 2004 op 81-jarige leeftijd aan hartfalen. Als lid van de vrijmetselaarsloge Zum Schwarzen Bär uit Hannover kreeg hij een rituele begrafenis. De mede door hem opgerichte Big Band Die Auetaler speelden aan zijn graf en Deborah Sasson zong het lied Ave Maria. Op zijn grafsteen in Wunstorf-Luthe zijn een trompet en een tirolerhoed te zien.

## Discografie

### Singles
- 1958: Mitternachtsblues, Trompetsolo uit de film Immer wenn der Tag beginnt
- 1958: Ducky, Trompet & Bert Kaempfert Orchestra
- 1958: Buona Sera
- 1958: Oh, Marie (Maria, Marie)
- 1958: Dickie-Doo (Shoe-Shine)
- 1958: Darling, du weißt ja (You Send Me)
- 1958: Oh Jennilie (Don’t Go, Don’t Go)
- 1958: Dolly Doo (Dance With Me)
- 1958: Swing, Methusalem
- 1958: Mary, My Girl (Poor Little Fool)
- 1958: Salambuli (Popcorn)
- 1958: Ding Dong
- 1958: La Paloma
- 1958: You Are My Sunshine
- 1958: Laß mich rein (Let Me In)
- 1958: Billy Boy
- 1959: Gonggonza, met de Serenaders
- 1959: Tatalee, met de Serenaders
- 1959: Some Like It Hot
- 1959: Baby (Sleep Walk)
- 1959: Das Fräulein Gerda
- 1959: Mister Rhythm King
- 1959: Golden River
- 1959: Nevada Swing
- 1959: Kaiser-Wilhelm-Dixie nach Motiven des Fehrbelliner Reitermarschs  (orkest Viktor Reschke met solo-trompet Billy Mo)
- 1959: Alter Jäger-Swing nach Motiven des 'Alten Jägermarschs von 1813'  (orkest Viktor Reschke met solo-trompet Billy Mo)
- 1959: Petersburger Mambo nach Motiven des Petersburger Marschs (orkest Viktor Reschke met solo-trompet Billy Mo)
- 1960: Wenn die Elisabeth
- 1960: Barberina (My Cucuzza)
- 1960: Susie
- 1960: Regenbogen Blues
- 1960: Pinguin Jive
- 1960: Wenn ich die blonde Inge (… abends nach Hause bringe!)
- 1960: Ay, Ay, Ay (Schlaf ein, mein Herzprinzelein)
- 1960: Habe Mitleid; Ay, Ay, Ay (Schlaf ein, mein Herzprinzelein)
- 1961: Der verliebte Bimbambulla
- 1961: Kannst du pfeifen, Johanna
- 1962: Ich kauf' mir lieber einen Tirolerhut
- 1962: Was kann der Sigismund dafür
- 1962: Mein Papagei frisst keine harten Eier
- 1963: Jetzt trinkt er Limonade
- 1963: Die große Trommel macht Bum-Bum
- 1963: Wenn es Abend wird in Kingston Town
- 1963: Ich kauf' mir lieber einen Tirolerhut
- 1964: Bierdeckel-Polka
- 1964: Denk doch nicht immer an die Kohlen
- 1964: Ohne Geld gibt's keine Musik
- 1964: Der Salontiroler
- 1964: Ich sitz' in meinem Angelkahn
- 1964: Muss ein Seemann schwimmen können
- 1965: Das Humba-Täterä (met Ernst Neger)
- 1965: Wir versaufen unser Oma ihr klein Häuschen – Und das nicht nur zur Sommerzeit – Wenn das so weitergeht met blaasmuziek
- 1965: Da sprach der Scheich zum Emir …
- 1965: Ich will einen Hering
- 1965: Hab'n Sie nicht den Onkel Paul geseh’n
- 1965: Meine Oma kann die Beatmusik nicht leiden
- 1965: Keine Angst vor großen Tieren
- 1965: Es wird gebeten, beim Trompeten nicht zu schießen
- 1966: Juanita Banana
- 1966: Das ist mir viel zu teuer
- 1967: Es wär alles halb so schwer, wenn's ein bißchen leichter wär
- 1967: Herr Wirt, wo ist mein Hut
- 1967: Die Zillertaler Blasmusik
- 1968: It's A Very Nice Day
- 1968: Das macht uns keiner nach
- 1968: Mein Doktor ist Krank
- 1970: Zu viel Rum unterm Hut
- 1970: Ich lass' mich morgen von dir scheiden
- 1970: Ich kauf' mir eine Hose aus Blech
- 1972: Der Schottenrock
- 1972: Heut' zieh'n wir durch die Altstadt
- 1990: Heimweh (met Micole)

## Filmografie
- 1959: Drillinge an Bord
- 1959: Die Nacht vor der Premiere
- 1960: Das Rätsel der grünen Spinne
- 1961: Schlagerparade 1961
- 1963: Übermut im Salzkammergut (met het lied Ich kauf mir lieber einen Tirolerhut)
- 1963: … denn die Musik und die Liebe in Tirol
- 1964: Die lustigen Weiber von Tirol
- 1964: Holiday in St. Tropez
- 1965: Ich kauf mir lieber einen Tirolerhut (met het lied Ich kauf mir lieber einen Tirolerhut)
- 1965: Rendezvous mit Jo (tv)
- 1971: Frei nach Mark Twain, aflevering: So was nennt man Glückspilz (tv)
- 1971: Glückspilze (tv)
- 1981: Kleiner Mann, was tun?

- Gemeinsame Normdatei: 129292621
- International Standard Name Identifier: 0000 0001 3351 0777
- MusicBrainz: d927a55e-b5bb-44f9-984e-f1177c6b9fa7
- Virtual International Authority File: 50303642
- WorldCat: E39PBJrgGDwVdmkfj9GFVxwV4q